# Llei orgànica d'amnistia per a la normalització institucional, política i social a Catalunya
La Llei orgànica d'amnistia per a la normalització institucional, política i social a Catalunya o Llei d'amnistia és una norma jurídica espanyola que amnistia als encausats pel procés independentista català. Fou publicada el 6 de juny de 2024 al Butlletí Oficial de les Corts Generals.

## Tramitació
La llei fou pactada entre octubre i novembre de 2023 i registrada el 12 de novembre del mateix any, i finalment aprovada el 14 de març de 2024 pel Congrés dels Diputats per 178 vots a favor, 172 en contra i cap abstenció.
La llei pactada entre els partits polítics PSOE, Junts per Catalunya i ERC, fou presentada per Félix Bolaños. Entre els punts de la llei hi hauria l'amnistia per "tots els actes vinculats al procés sobiranista" entre l’1 de gener del 2012 i aquest 13 de novembre del 2023, tant els comesos pels qui foren descrits com a "líders del procés" i també per "persones que no haguessin tingut protagonisme públic", en aquest últim grup hi serien directors de centres escolars, funcionaris, bombers i també policies. El que no amnistiaria la llei serien els actes que "vulneraren els drets humans".
La Llei no tenia previst permetre acollir-s'hi a casos com el de Laura Borràs, condemnada llavors per prevaricació i falsedat documental, o Gonzalo Boye processat per blanqueig de capitals, les quals s'havien considerat lawfare, i tampoc permetria acollir-s'hi a cap de les causes pendents de la família Pujol i Ferrussola. Qui sí que s'hi podria acollir seria Josep Lluís Alay, el qual fou cap de l'oficina de Carles Puigdemont, sobre el qual s'imputà un suposat delicte de revelació de secrets en l'Operació Vólkhov. També en quedarien exclosos les acusacions de terrorisme contra els CDR i contra Tsunami Democràtic. En total, segons declararia el PSOE l'amnistia inclouria 309 encausats i 73 policies. Després d'un període de negociacions el 30 de gener de 2024 el Congrés dels Diputats va rebutjar el primer redactat final de la llei arran del vot en contra de Junts per Catalunya per les mencions als delictes de terrorisme i traïció, reiniciant la tramitació de la llei, que fou finalment aprovada el 14 de març de 2024 pel Congrés dels Diputats per 178 vots a favor, 172 en contra i cap abstenció un cop negociat que en queden exclosos els delictes de terrorisme que hagin causat de forma intencionada greus violacions de drets humans segons la directiva europea del 2017, els de traïció que hagin representat una amenaça efectiva i real com un ús efectiu de la força contra la integritat territorial o la independència política d'Espanya d'acord a la Carta de les Nacions Unides i la resolució 2625 de les Nacions Unides, i la corrupció amb enriquiment personal.
El senat va aprovar el 10 d'abril, amb 148 vots a favor (PP, Vox, UPN, AHI), 112 en contra i una abstenció el planteig d'un conflicte de competències davant el Tribunal Constitucional per les atribucions al Congrés, fet que mai havia passat. El Senat va vetar la llei el 14 de maig amb 149 vots a favor (PP, Vox, UPN) i 113 en contra i va tornar al Congrés, i va retirar el conflicte de competències entre Senat i Congrés.
Finalment, la llei va ser aprovada pel Congrés dels Diputats el 30 de maig de 2024 amb 177 vots a favor de PSOE, Sumar, ERC, Junts, PNB, Bildu i BNG, i 172 vots en contra de PP, Vox, UPN i Coalició Canària. I es publicà al BOE l'11 de juny de 2024.

## Conseqüències
La fiscalia General de l'Estat calculava que els beneficiaris de l'amnistia serien 486 persones, de les quals el juliol de 2024 ja haurien estat amnistiades 98 entre condemnats exonerats, absolts i als que se'ls han cancel·lat els antecedents, i entre ells els exconsellers Francesc Homs i Miquel Buch, una trentena de manifestants i 46 agents de la Policia Nacional investigats per la violència desfermada l'1 d'octubre de 2017.
El Tribunal de Comptes en juliol de 2024 va elevar consultes al Tribunal de Justícia de la Unió Europea si la llei vulnera els drets de la Unió Europea.